# Ermin Way

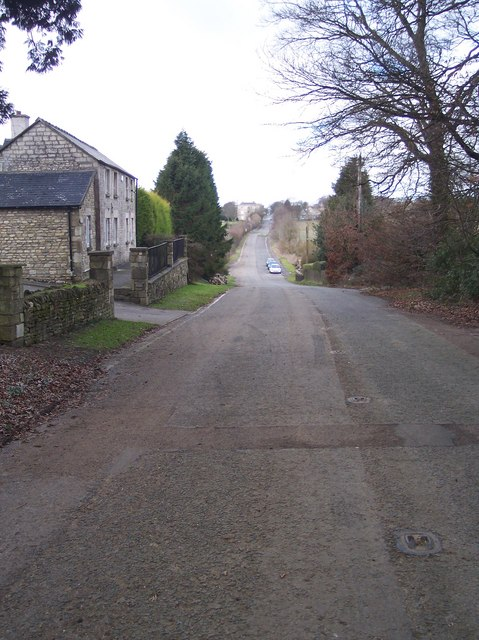
Gezien richting Gloucester vanuit Birdlip.

Ermin Street of Ermin Way was een van de heerwegen in het zuidwesten van de Romeinse provincie Britannia.
De weg liep van Gloucester, door de Romeinen in het jaar 48 gesticht als Glevum, via Cirencester (Corinium) naar Silchester (Calleva Atrebatum), over een afstand van 77 km. De weg kruiste de lange Fosse Way en Akeman Street bij Corinium en de Portway bij Calleva.
De weg is vermoedelijk in gebruik geweest van de 2e eeuw tot omstreeks 410 toen de Romeinen het eiland verlieten. Tegenwoordig volgen de interlokale wegen A417, A419 and B4000 het grootste deel van het traject.
De weg wordt vanwege de toevallige naamsgelijkenis gemakkelijk verward met de Ermine Street, een veel grotere Romeinse weg die vanuit Londen (Londinium) naar York (Eboracum) in het noorden liep.